# Coccometra hagenii
Coccometra hagenii is een haarster uit de familie Antedonidae.
De wetenschappelijke naam van de soort werd in 1868 gepubliceerd door Louis François de Pourtalès.